# Herbert L. Altshuler
Herbert L. Altshuler, ameriški general, * 3. februar 1945, Bronx, New York, New York, ZDA.
Najbolj je poznan kot poveljnik Poveljstva Kopenske vojske ZDA za civilne zadeve in psihološke operacije (USACAPOC) med letoma 2001 in 2007; do upokojitve 30. decembra 2008 je opravljal dolžnosti kot direktor za strategijo in načrtovanje Afriškega poveljstva ZDA.

## Življenjepis
Leta 1967 je diplomiral na Vojaški akademiji ZDA in bil imenovan za drugega poročnika pehote. Med vietnamsko vojno je bil poveljnik strelskega voda v 173. zračnoprevozni brigadi in bataljonski operativni častnik ter poveljnik strelske čete 1. bataljona 22. pehotnega polka. Po vrnitvi v ZDA je zasedel različne poveljniško-štabne položaje; tako je med drugim bil pribočnik poveljnika 5. pehotne divizije.
Potem, ko je zapustil aktivno službo, je postal operativni častnik 14. bataljona za psihološke operacije in operativni častnik 7. skupine za psihološke operacije. Nato je bil dodeljen 351. poveljstvu za civilne zadeve, kjer je bil direktor vaj, tajnik generalštaba in poveljnik štaba. Leta 1985 je postal poveljnik 353. bataljona za psihološke operacije; na tem mestu je bil vse do odhoda na Vojni kolidž Kopenske vojske ZDA.
Po šolanju se je vrnil na 351. poveljstvo za civilne zadeve, kjer je postal šef Oddelka za operacije in načrte. Julija 1991 je bil dodeljen primarnemu štabu kot namestnik načelnika štaba za obveščevalno dejavnost in varnost; 7. junija 1992 pa je prevzel poveljstvo 7. skupine za psihološke operacije. 
Decembra 1995 je bil mobiliziran v aktivno službo in bil poslan v BiH, kjer je postal poveljnik psihološko-informacijskih operacij IFORja. V ZDA se je vrnil marca 1996, kjer je prevzel poveljstvo 351. poveljstva za civilne zadeve. S slednjim se je vrnil v BiH kot poveljnik Kombinirane skupne civilno-vojaške bojne skupine. 
Januarja 1998 se je vrnil v ZDA, kjer je bil do marca 2000 poveljnik 351. poveljstva za civilne zadeve; takrat je bil imenovan za poveljnika 89. regionalnega podpornega poveljstva (Wichita, Kansas).  Od 22. aprila 2001 do 2007 je bil poveljnik Poveljstva Kopenske vojske ZDA za civilne zadeve in psihološke operacije (USACAPOC). Nato pa je bil dodeljen novoustanovljenemu Afriškemu poveljstvu ZDA kot direktor za strategijo, načrtovanje in programe. 

## Napredovanja
- drugi podporočnik: 1967
- podpolkovnik: oktober 1985
- polkovnik: 1989
- brigadni general: 27. junij 1997
- generalmajor: 7. oktober 2000

## Odlikovanja
- Defense Superior Service Medal (2x)
- legija za zasluge (3x)
- bronasta zvezda
- škrlatno srce
- Meritorious Service Medal (3x)
- medalja pohvale Kopenske vojske ZDA z znakom V in petimi hrastovimi listi
- Combat Infantryman’s Badge
- Parachutist Badge
- Ranger Tab
- Special Forces Tab